# Тисси
Тисси (итал. Tissi) — коммуна в Италии, располагается в регионе Сардиния, подчиняется административному центру Сассари.
Население составляет 2000 человек, плотность населения составляет 181,16 чел./км². Занимает площадь 10,35 км². Почтовый индекс — 7040. Телефонный код — 079.
Покровительницами коммуны почитаются свв. Анастасия Сирмийская и Виктория, празднование 15 мая и в сентябре.